# 森山武市郎
森山 武市郎（もりやま たけいちろう、1891年（明治24年）2月28日 - 1948年（昭和23年）2月29日）は、日本の検察官。

## 概要
福岡県三潴郡大善寺村（現・久留米市）出身。1912年、明治大学法学部卒業。1916年、判事検事登用試験に合格して司法官試補となり、1918年に東京地方裁判所判事となる。1920年に退職してヨーロッパに留学し、スイスのベルン大学、ドイツのハイデルベルク大学で民法、商法、労働法を研究し、1923年帰国。検事に任じられ、司法省刑事局・行刑局に勤務。1932年法学博士の学位を取得。また、明治大学政経学部教授に就任。
検察官時代は、東京控訴院検事、宮城控訴院検事局検事長、大審院判事などを歴任。その後、1935年から1943年の間、司法省に赴任し保護課長及び保護局長などを務め、保護課長時代に思想犯保護観察法を起案し成立させた。1946年に退職して弁護士となり、1948年、57歳で逝去。

## 参考
- 『司法保護の回顧 森山武市郎先生顕彰録』（1969　森山武市郎先生遺徳顕彰の会）